# Kvadratkilometer
 For alternative betydninger, se Kvadrat (flertydig). (Se også artikler, som begynder med Kvadrat)
Kvadratkilometer (symbol km²) er et arealmål på 1.000.000 kvadratmeter.
1 km² er det samme som:
- et areal, der modsvarer et kvadrat med 1 kilometer på hver side
- en cirkel, hvis radius er omtrent 564,19 m eller 0,564 km
- 1.000.000 m²
- 100 hektar
- 0,386102 kvadratmile el. mile² (international el. britisk/amerikansk mile)